# Wojtal (przystanek kolejowy)

Linie w okolicy Wojtala

Wojtal – przystanek kolejowy w Wojtalu, w województwie pomorskim, w Polsce. Przez przystanek kolejowy kursują pociągi relacji Kościerzyna – Wierzchucin
| Wojtal                                               |  |                         |
| Linia 201 Nowa Wieś Wielka – Gdynia Port (111,02 km) |  |                         |
| Szałamajeodległość: 4,776 km                         |  | Bąk odległość: 5,679 km |